# San Juan de Barredo
Barredo (llamada oficialmente San Xoán de Barredo) es una parroquia española del municipio de Castroverde, en la provincia de Lugo, Galicia.

## Otras denominaciones
La parroquia también es conocida por el nombre de San Juan de Barredo.

## Organización territorial
La parroquia está formada por tres entidades de población:
- Castedo
- Francelos
- Vilafrío

## Demografía
| Gráfica de evolución demográfica de Barredo entre 2000 y 2019 |
|                                                               |
| Datos según el nomenclátor publicado por el INE.              |